# Ictiosaure del Puig d'en Canals
L'ictiosaure del Puig d'en Canals és un fòssil d'una vèrtebra caudal d'un ictiosaure (ordre de rèptils marins) provinent del jaciment del Ladinià superior (Triàsic Mitjà, fàcies Muschelkalk, subunitat M-3) del Puig d'en Canals, al poble de Sóller (Mallorca, Illes Balears, Mediterrània occidental). Per mor del seu estat fragmentari, es desconeix la seva atribució taxonòmica exacta, i s'identifica amb el nom Ichthyosauriformes indet. aff. Grippidia. Actualment es conserva al Museu Balear de Ciències Naturals amb l'identificador MBCN155. És un dels pocs fòssils de rèptils del Mesozoic de les Balears.

## Troballa i primers estudis
El fòssil fou trobat pel paleontòleg solleric Joan Bauzà Rullan i es va donar a conèixer en una breu nota l'any 1955. En la publicació original s'identificava l'exemplar «amb tota casta de reserves» al gènere de sauropterigi marí Nothosaurus. Aquesta determinació no es va posar en dubte en els estudis posteriors del també solleric Guillem Colom Casesnoves, qui el va continuar considerant un fòssil de notosaure. No va ser fins a la tesi doctoral del paleontòleg José Luis Sanz que es va qüestionar l'atribució de l'espècimen al grup dels notosaures, ja que el centre vertebral era massa còncau a la part posterior, la vèrtebra no tenia la sutura neurocentral i la superfície d'articulació amb l'arc hemal era a la part anteroventral. No obstant això, Sanz no el va estudiar en profunditat perquè tan sols disposava de material fotogràfic de l'exemplar sense preparar.

## Identificació actual i implicacions
En l'actualitat, després de la repreparació i estudi de l'espècimen, es considera que la vèrtebra no pertany a un notosaure sinó a un ictiosauriforme basal afí al gènere Chaohusaurus o al clade Grippidia. Aquesta identificació se suporta en una partida de trets morfològics típics de les vèrtebres caudals anteriors d'aquests animals, com són les proporcions del centre vertebral (quasi tan alt com llarg), el fet que les zigapòfisis són clarament atrofiades i la inclinació posterior dels pedicels de l'arc neural.
La identificació ha permès de proposar que aquest tàxon ompli un buit paleobiogeogràfic en la distribució dels ictiosauriformes basals, que fins ara tan sols es coneixien dels marges oriental i occidental de l'oceà Pantalassa (és a dir, del Japó, de la Xina, i de la costa oest de Nord-amèrica). D'entre les diferents hipòtesis per explicar aquesta distribució, s'havia proposat que l'oceà Tetis podia haver actuat com un passadís biogeogràfic entre les dues zones de distribució conegudes, però mai no s'hi havien trobat els fòssils per confirmar-ho.
S'ha hipotetitzat que el fet que les plataformes carbonatades del Ladinià superior de l'est d'Ibèria estiguessin relativament aïllades permeté que els ictiosauriformes basals hi continuessin vivint temps després que tots els seus altres parents propers s'haguessin extingit. Això és perquè els altres gèneres propers (Chaohusaurus, Utatsusaurus, Grippia, Gulosaurus) són tots de l'Espatià (Oleniokià, Triàsic inferior), mentre que el tàxon mallorquí és del Ladinià superior (Triàsic mitjà), és a dir, uns 10 milions d'anys més jove.